# مارتینا مولر (تنیس‌باز)
 مارتینا مولر (آلمانی: Martina Müller؛ زاده ۱۱ اکتبر ۱۹۸۲) یک تنیس‌باز اهل آلمان است.